# Knovíz
Knovíz település Csehországban, a Kladnói járásban. Knovíz Jemníky, Třebusice, Slaný, Brandýsek, Pchery, Podlešín, Želenice és Žižice településekkel határos. Lakosainak száma 573 fő (2024. január 1.).

## Népesség
A település lakosságának változását az alábbi diagram mutatja:
| Lakosok száma | 399  | 488  | 695  | 643  | 477  | 509  | 560  | 566  | 565  | 573  |
|               | 1869 | 1890 | 1921 | 1950 | 1980 | 2001 | 2017 | 2019 | 2022 | 2024 |